# آرتور کلی کوپ
آرتور کلی کوپ (انگلیسی: Arthur C. Cope؛ ۲۷ ژوئن ۱۹۰۹ – ۴ ژوئن ۱۹۶۶) یک دانشمند در زمینه شیمی آلی اهل ایالات متحده آمریکا بود.
وی همچنین برنده جوایزی همچون کمک هزینه گوگنهایم شده است.